# 旭山動物園日記
『旭山動物園日記』（あさひやまどうぶつえんにっき）は、北海道テレビ放送（HTB）の制作により、テレビ朝日系列で全国放送されていたドキュメンタリーシリーズ番組の名称。2007年から2013年まで年1回制作され、毎年冬に放送された。
ハイビジョン制作。

## 概要
北海道を代表する動物園となった旭川市旭山動物園を舞台に、動物の生態や園内の裏側などを紹介するドキュメントバラエティ番組である。
2006年まで制作されていた『人間ビジョンスペシャル』が制作終了になったのに伴い、それに代わる形として新たに制作されることになった。
毎年1-2月期にテレビ朝日系列で日曜午後の「サンデープレゼント」枠にて全国ネット放送され、放送終了後はBS朝日、CS放送のテレ朝チャンネル、スカイ・A sports+（現・スカイA）、朝日ニュースター（現・テレ朝チャンネル2）などで再放送されていたほか、DVDも発売された。
2013年放送の『よゐこ&鈴木福くんのどうぶつ調査隊が行く!旭山動物園2013』を最後に、本シリーズは7年の歴史に幕を下ろした。なお、本シリーズに代わって、2015年から2019年まで北海道ローカルの人気番組『ハナタレナックス』の特番『ハナタレナックスEX-特別編』シリーズが全国ネット放送された（サンデープレゼント枠）。

## 放送履歴
関根勤&麻里親子の旭山動物園日記 〜マイナス20度の冬を越す動物と飼育員たち〜
- 放送日時：2007年1月14日 14:00 - 15:25
- 出演：関根勤、関根麻里、ウド鈴木（キャイ〜ン）
- ナレーション：大泉洋

リメイク版
- 放送日時：2008年2月2日 9:30～10:25（北海道ローカル）

旭山動物園日記2008冬 〜雪景色の動物たちと飼育員の新たなる挑戦〜
- 放送日時：2008年2月10日 14:00 - 15:25
- 出演：中山秀征、優香、関根麻里
- ナレーション：優香

旭山動物園日記2009 〜雪の動物園に生きる新しい仲間たち〜
- 放送日時：2009年3月1日 14:00 - 15:25
- 出演：次長課長（河本準一・井上聡）、河本ファミリー

よゐこ&スザンヌの旭山動物園日記2010
- 放送日時：2010年1月17日 14:00 - 15:25
- 出演：よゐこ（濱口優・有野晋哉）、スザンヌ
- ナレーション：大泉洋

よゐこの旭山動物園日記2011
- 放送日時：2011年2月13日 14:00 - 15:25
- 出演：よゐこ（濱口優・有野晋哉）
- ナレーション：大泉洋

※地上アナログ放送ではレターボックスサイズで放送。
よゐこ&鈴木福くんの旭山動物園日記2012
- 放送日時：2012年2月26日 14:00 - 15:25
- 出演：よゐこ（濱口優・有野晋哉）、鈴木福
- ナレーション：大泉洋

よゐこ&鈴木福くんのどうぶつ調査隊が行く!旭山動物園2013
- 放送日時：2013年1月20日 14:00 - 15:25放送
- 出演：よゐこ（濱口優・有野晋哉）、鈴木福
- ナレーション：田中真弓

この回が事実上のシリーズ最終回となった。

## スタッフ

### 2013年（最終回）時点
- 特別協力：旭川市旭山動物園
- 構成・演出：世良田佳男
- 構成：山崎康生
- プロデューサー：多田健、長尾真（以前は演出を担当）
- アシスタントプロデューサー：大内登、山ノ内禎枝
- ディレクター：久野和洋
- アシスタントディレクター：松下直樹
- 撮影：近藤稔、斉藤雄介、蜜谷司
- 音声：広瀬正直、小林敬和
- 音響効果：松下俊彦（ラビットムーンオフィス）
- 編集：小市亮
- MA：谷沢宗明
- 編成：鈴木貴祥
- 宣伝：東雅子
- スチール：桜井省司、新井田牧子
- 広報：加藤明久（旭川市旭山動物園）
- 技術協力：北海道録画センター、ウイウイスタヂオ、ラビットムーンオフィス、ザ・チューブ
- ロケ協力：DoDoWORLD!
- 制作協力：ケイマックス
- 制作著作：HTB 北海道テレビ

### 過去のスタッフ
- プロデューサー：戸島龍太郎、山田佳晴、小西寛、沼田博光
- アシスタントプロデューサー：佐藤恵史、川村真智子
- ディレクター：世良田佳男
- チーフディレクター：坂本英樹
- 撮影：三戸史雄、図司祐介、小山茂明、平野隆弘
- 音声：浅野光宏、山田香介、道下学
- 制作スタッフ：佐藤純、田中飛馬、浅倉俊之、川村英昭、一森玲香、高木裕太、清野誠
- 技術協力：ビデオライン